# Region Rhein-Neckar-Odenwald

Położenie na mapie Niemiec

Region Rhein-Neckar-Odenwald (do 20 maja 2003 Region Unterer Neckar) – były regionów w Badenii-Wirtembergii, w Niemczech, rozwiązany 31 grudnia 2005.
Od 1 stycznia 2006 część składowa obszaru metropolitalnego Rhein-Neckar (Rhein-Neckar-Dreieck), który obejmuje:
- w Badenii-Wirtembergii: powiaty Rhein-Neckar i Neckar-Odenwald oraz miasta Mannheim i Heidelberg,
- w Hesji: powiat Bergstraße,
- w Nadrenii-Palatynacie: powiaty Rhein-Pfalz, Bad Dürkheim, Germersheim i Südliche Weinstraße oraz miasta Ludwigshafen am Rhein, Wormacja, Neustadt an der Weinstraße, Spira, Frankenthal (Pfalz) i Landau in der Pfalz.

Stolicą regionu i całego obszaru metropolitalnego jest miasto Mannheim.